# Kirvessaari (ö i Södra Karelen)
Kirvessaari är en ö i Finland. Den ligger i sjön Kivijärvi och i kommunen Klemis i den ekonomiska regionen  Villmanstrands ekonomiska region  och landskapet Södra Karelen, i den södra delen av landet, 180 km nordost om huvudstaden Helsingfors. Öns area är 2,1 hektar och dess största längd är 270 meter i sydöst-nordvästlig riktning.